# 喬斯·維斯塔潘
約翰內斯·弗朗西斯·“喬斯”·維斯塔潘（英語：Johannes Franciscus "Jos" Verstappen，1972年3月4日—），生於荷蘭蒙福特，自稱「喬斯老闆」（Jos the Boss），是一位荷蘭賽車手。他是最成功的荷蘭一級方程式賽車車手之一，也曾在A1GP汽車大獎賽和利曼系列賽LMP2賽事奪冠。在他於1994年初登場一級方程式前，他也是1993年德國三級方程式錦標賽冠軍及三級方程式大師賽獲勝者。
喬斯·維斯塔潘的兒子馬克斯·維斯塔潘於2015年出道，效力於紅牛二隊，2016年起效力於紅牛車隊，並於2021年、2022年、2023年和2024年贏得一級方程式世界車手冠軍。

## 早年生涯
維斯塔潘在8歲時開始駕駛卡丁車，並在不久後參加全國性賽事。他在1984年成為荷蘭青年冠軍。他一帆風順並奪得兩座歐洲冠軍。
他在1991年底轉戰至賽車界。他參加了奧普蓮花（Opel Lotus）方程式，一個相同車種互相競爭的級別。他在首年贏得了歐洲錦標賽，並受凡阿默斯福特車隊（Van Amersfoort Racing）之邀參加三級方程式，這支車隊也曾發掘克里斯蒂安·阿爾伯斯、湯姆·科羅內爾（Tom Coronel）和巴斯·雷德斯（Bas Leinders）等車手。在這段歐洲的冬季期間，他參加了紐西蘭太平洋方程式。隨後，他在德國三級方程式中贏得了許多的國際賽事，包括1993年萬寶路大師賽和德國三級方程式錦標賽。

## 外部連結
- 官方网站

| 體育角色           | 體育角色                         | 體育角色           |
| ------------------ | -------------------------------- | ------------------ |
| 前任： 佩德羅·拉米 | 三級方程式大師賽 獲勝者 1993年   | 繼任： 加雷思·里斯 |
| 前任： 佩德羅·拉米 | 德國三級方程式錦標賽 冠軍 1993年 | 繼任： 約爾格·繆勒 |